# Браславский, Семён Борисович
Семён Борисович Браславский (1909 год, Лубенский уезд, Полтавская губерния, Российская империя — 1972 год, Ашхабад, Туркменская ССР) — хозяйственный деятель Туркменской ССР, старший зоотехник каракулеводческого совхоза «Равнина» Министерства внешней торговли СССР, Байрам-Алийский район, Марыйская область, Туркменская ССР. Герой Социалистического Труда (1948).

## Биография
Родился в 1909 году в крестьянской семье в одном из сельских населённых пунктов Лубенского уезда (сегодня — Лубенский район Полтавской области, Украина).
Окончил каракулеводческий факультет Московского зоотехнического института. С октября 1942 года — зоотехник каракулеводческих совхозов «Чемин-Абид» и «Красное знамя» Марыйской области, Туркменская ССР.
В июле 1944 года был назначен старшим зоотехником племенного каракулеводческого совхоза «Равнина» Байрам-Алийского района. Одновременно с его направлением директором совхоза был назначен Павел Иванович Жданович. Совхозные пастбища площадью 310 тысяч 800 гектаров находились в сложных климатических условиях в юго-восточной части пустыни Кара-Кум. Хозяйство совхоза находилось в убыточном состоянии. В 1946 году вступил в ВКП(б).
Вместе с директором совхоза провёл организационные мероприятия, внедрил передовые зоотехнические и селекционные методы. Предыдущие зоотехники совхоза применяли одного барана-производителя на 800 овцематок. Произвёл выбраковку малоценных производителей и рассчитал на одного производителя на каждые 150 овцематок. В результате племенной селекции в совхозе сложился отдельный тип каракульной овцы, выдававший высокий процент смушек высокого качества. Если в предыдущий период до его назначения старшим зоотехником выход каракулевых смушек первого сорта составлял около 50 — 60 % от всего сдаваемого количества смушек, то при его руководстве процентный выход смушек первого сорта составлял около 90 %.
По итогам работы за 1947 год чабаны совхоза, обслуживая на начало года отару в 9950 голов овцематок, достигли показателей в 91 % смушек первого сорта от общего количества смушек и сдали в среднем по 106 ягнят к отбивке от каждой сотни овцематок. Указом Президиума Верховного Совета СССР от 15 сентября 1948 года удостоен звания Героя Социалистического Труда за «получение в 1947 году высокой продуктивности животноводства при выполнении колхозом обязательных поставок сельскохозяйственных продуктов и плана развития животноводства по всем видам скота» с вручением ордена Ленина и золотой медали «Серп и Молот».
Этим же Указом званием Героя Социалистического Труда были также награждены директор совхоза «Равнина» Павел Иванович Жданович, управляющий второй фермой Беки Мамедтачев, управляющий третьей фермой Нурберген Карабашев и чабаны Ораз Бабаев, Чары Бабаев, Кенес Биркулаков, Мамед Валиев, Усербай Кульбатыров.
В 1948 году совхоз «Равнина» сдал государству от общего количества 97,1 % каракулевых смушек первого сорта, что стало наивысшим показателем по всем каракулеводческим совхозам СССР. Совхоз неоднократно представлял свои трудовые результаты на Всесоюзной выставке ВСХВ. В 1957 году за выдающиеся трудовые результаты совхоз был награждён орденом Трудового Красного Знамени.
После смерти Павла Ивановича Ждановича в 1952 году был назначен директором совхоза «Равнина». В последующие годы — заместитель животноводческого отдела Министерства совхозов Туркменской ССР, в 1960-е годы — заместитель министра сельского хозяйства Туркменской ССР.
В 1970 году вышел на пенсию. Персональный пенсионер союзного значения.
Проживал в Ашхабаде, где скончался в 1972 году.
Награды
- Герой Социалистического Труда
- Орден Ленина
- Медаль «За трудовую доблесть» (08.09.1945)
- Медаль «За трудовое отличие» — дважды (14.02.1947; 16.03.1965)
- Заслуженный зоотехник Туркменской ССР (1954)